# Keizer Karel IV
Karel IV (Praag, 14 mei 1316 – aldaar, 29 november 1378) was Duits koning vanaf 1346, koning van Bohemen vanaf 1347, koning van Italië vanaf 1355 en keizer van het Heilige Roomse Rijk vanaf 1355. Hij stamde uit het huis Luxemburg. Karel IV  geldt als een van de belangrijkste keizers uit de late middeleeuwen en een van de invloedrijkste Europese vorsten van zijn tijd.

## Afkomst
Karel was de zoon van koning Jan de Blinde en de kleinzoon van keizer Hendrik VII, die de eerste keizer was uit het Huis Luxemburg. Zijn moeder Elisabeth kwam uit het Boheemse koninklijke huis der Premysliden. Bij zijn geboorte kreeg hij de naam Wenceslaus (Václav), naar de patroon van het Boheemse volk.

## Biografie

### Opvoeding en vorming in Frankrijk
Op zevenjarige leeftijd stuurde zijn vader Karel in 1323 hem naar het Franse hof waar hij een opvoeding kreeg in een atmosfeer van ceremoniële vroomheid. In dat zelfde jaar huwde hij met Blanca van Valois, een zus van de latere Franse koning Filips VI.  Aan het hof kreeg Karel onder meer les van de priester Pierre de Rosières. Karel nam deel aan de ceremonies in de Sainte-Chapelle in Parijs waar de Passierelikwieën werden aanbeden. Waarschijnlijk raakte hij ook onder de indruk van de Franse koninklijke graftombe van Saint-Denis. De schatten van deze kerk kunnen mogelijk zijn interesse in de klassieke en Byzantijnse geschiedenis hebben aangewakkerd.

### Periode in Noord-Italië
In 1330 stuurde Jan zijn zoon naar Noord-Italië om aldaar de Luxemburgse bezittingen te verdedigen. De gebeurtenissen in Italië zouden de jonge prins blijvend vormen. Tijdens zijn verblijf in het Augustijnse klooster van Padua overleefde Karel een moordaanslag. Vervolgens won hij op 25 november 1332 de schijnbaar hopeloze Slag bij San Felice.
Karel verbleef in augustus 1333 in Terenzo en in een droom bezocht een engel Karel die hem aanmoedigde om zijn zondige leven te beëindigen. 26 jaar later zou hij op deze plek een kerk stichten die hij zo begiftigde dat er tijdens de missen voor zijn zielenheil gebeden zou worden. Tijdens zijn eerste periode in Italië stichtte Karel het kasteel van Montecarlo, dat bouwde als bescherming voor de stad Lucca.

### Terugkeer naar Bohemen
Met een gevolg van familieleden en Italianen keerde Karel in 1333 terug naar Bohemen. Zijn eerste daad na zijn terugkomst was het bezoeken van het graf van zijn moeder in het cisterciënzer klooster van Zbraslav. Een jaar later verkreeg Karel de titel van markgraaf van Moravië van zijn vader en dat versterkte zijn politieke positie in Bohemen. Hij liet het bestuur over aan de Boheemse adel, zo herstelde hij Peter I van Rosenberg in de positie van Hoge Kamerheer.

### Successie van de kroon
De inmiddels blind geraakte koning Jan riep zijn zoon Karel tijdens een nationale vergadering uit tot zijn erfgenaam van zijn troon. Een jaar later droeg hij de soevereiniteit aan zijn zoon over. Jan stierf vervolgens aan de zijde van de Franse koning in de Slag bij Crécy in 1346. Karel vocht ook mee tijdens deze slag en raakte tot tweemaal toe gewond. Na het overlijden van zijn vader werd Karel tot Koning der Romeinen gekroond te Bonn.
Zijn kroning tot koning van Bohemen volgde op 2 september 1347. Hij volgde zijn vader ook op als volgende graaf van Luxemburg. In 1353 deed hij afstand van de titel graaf van Luxemburg ten gunste van zijn halfbroer Wenceslaus, die hij het jaar daarop tot hertog verhief.
De keizerlijke ambities van Karel werden eerst belemmerd door het conflict met de geëxcommuniceerde keizer Lodewijk de Beier. Deze overleed in 1347 en om enige successieproblemen te voorkomen huwde Karel met diens verwant Anna van de Palts. Hierop volgde op 24 juni 1349 tot een nieuwe kroning van Karel tot koning der Romeinen in Aken. Speciaal voor deze gelegenheid liet hij een kroon vervaardigen met lelies, antieke cameeën en edelstenen.

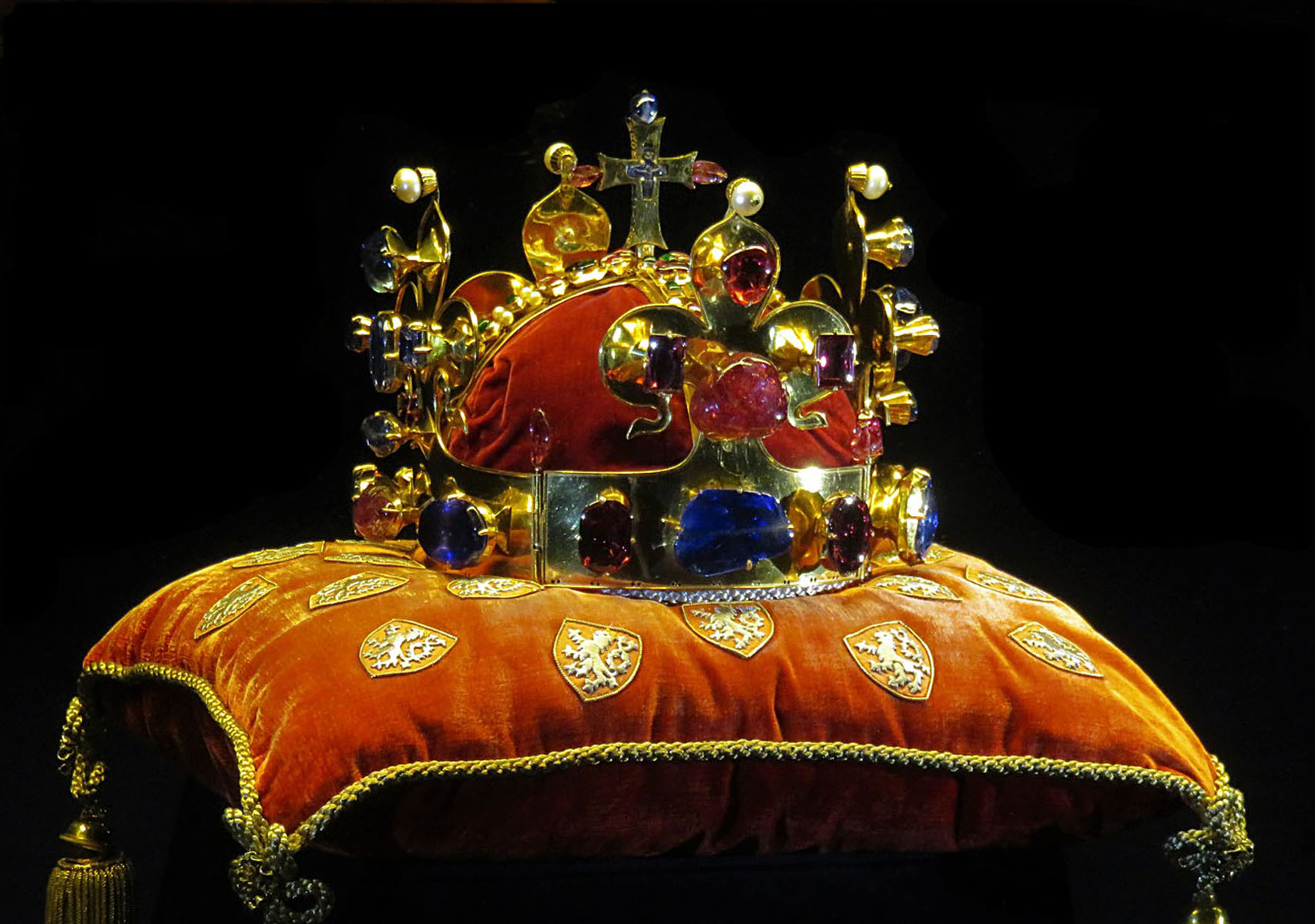
De Wenceslauskroon

Na zijn verbanning uit Rome zocht de Romeinse volksmenner Cola di Rienzo zijn toevlucht in Praag en probeerde daar de steun van Karel IV te verkrijgen. Dit bleek een kolossale vergissing te zijn, want Karel liet hem opsluiten. Hij hield goede diplomatieke betrekkingen met de paus en deze maakte zijn kroning mogelijk. Op 6 januari 1355 werd Karel gekroond met de IJzeren Kroon van de Longobarden in de Basiliek van Sint-Ambrosius in Milaan. Op Goede Vrijdag van dat jaar startte hij met zijn pelgrimage naar Rome om daar de relikwieën van Jezus Christus te bezoeken. Daar bezocht hij de Sint-Jan van Lateranen, de Santa Maria Maggiore, de Santa Prassede en de San Silvestro in Capite. Vanuit Rome bracht Karel goud, juwelen, parels en "andere nobele dingen" mee. In Rome kroonde de kardinaal-bisschop van Ostia hem tot keizer.

### Koningschap
Na zijn terugkeer in Praag uit Italië vaardigde Karel IV de beroemde Gouden Bul uit. In dit document reguleerde hij de verkiezing van de nieuwe Duitse keizer van het Heilige Roomse Rijk door de zeven Duitse keurvorsten. Vanaf 1365 werd hij bovendien koning van Bourgondië, datum van zijn kroning in de kathedraal Saint-Trophime in Arles.
In 1368-1369 maakte Karel IV een tweede reis naar Rome om te onderzoeken of het pauselijke hof uit Avignon kon terugkeren naar de Eeuwige Stad. Pas in 1377 keerde paus Gregorius XI terug naar Rome, maar hij overleed al in 1378 en diens opvolger Urbanus VI wist de kardinalen tegen zich in het harnas te jagen die daarop terugkeerden naar Avignon, de verkiezing van Urbanus VI ongeldig verklaarde en daarmee het Westers Schisma startte. Karel IV bleef Urbanus VI steunen, maar voordat hij kon bemiddelen in het schisma overleed Karel op 29 november 1378.

### Opvolging
In zijn latere leven groeide de toenemende bezorgdheid van Karel over de positie van zijn zoon Wenceslaus als troonopvolger. Al op tweejarige leeftijd was Wenceslaus gekroond tot koning van Bohemen. Met de dood van Karel IV erfde Wenceslaus op zeventienjarige leeftijd diens gebieden. Hij kreeg te maken uitdagingen die zijn vader had weten te pauzeren, maar Wenceslaus beschikte niet over het politieke vernuft dat zijn vader had gehad. Hij werd beschouwd als incompetent en werd in 1400 afgezet.

## Nalatenschap

### Praag

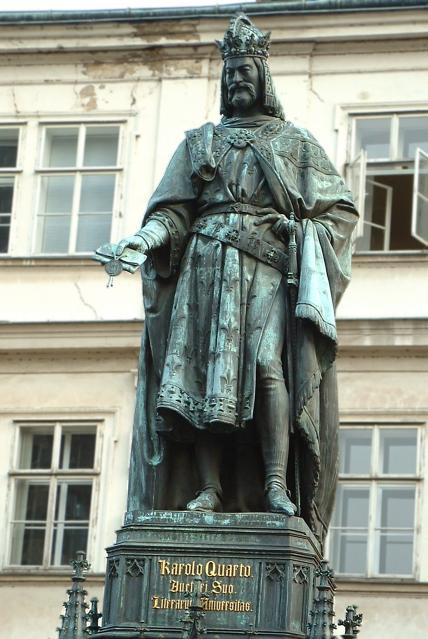
Standbeeld van Karel IV bij de Karelsbrug.

Nadat Karel in Bohemen aan de macht was gekomen wilde hij graag de koninklijke macht in de stad Praag herstellen en had hierbij een stad voor ogen die zou kunnen concurreren met Parijs. Aanvankelijk verbleef hij in het hof van burggraaf dat onderdeel was van de Praagse burcht en later in een patriciërshuis in de Oude Stad. Vervolgens wist hij een aantal koninklijke kastelen terug te kopen en begon met het laten bouwen van een "koninklijke residentie die bewonderenswaardig was, en eentje die nog niet eerder in het koninkrijk te zien was geweest." De manier waarop de oude kapel was verbonden met het nieuwe paleis doet herinneren aan de Sainte-Chapelle.
In 1344 verhief paus Clemens VI Praag tot een aartsbisdom en werd er in opdracht van Karel IV een nieuwe kathedraal in de stad gebouwd. Deze kathedraal, ontworpen door de Franse architect Matthieu d'Arras, drukt zowel de grotere autonomie van Bohemen als het toegenomen aanzien van Karel op het Europese toneel uit. In 1348 volgde de stichting van de Nieuwe Stad (Nové Město) van Praag en de stadsmuren hiervan werden binnen drie jaar opgeleverd. Met een totaal van 40.000 inwoners op 50 hectare groeide Praag uit tot een van de grootste steden van Europa. Alle stedenbouwkundige ontwikkelingen voor de komende vijfhonderd jaar konden binnen deze ruimte nog plaatsvinden. In 1348 stichtte Karel ook de Universiteit van Praag, doordat hij zich sterk aangesproken voelde om de "kostbare kennis die door de woeste aanval van de verderf zaaiende Zwarte Dood in alle koninkrijken van de wereld was verstikt".

### Karlstein

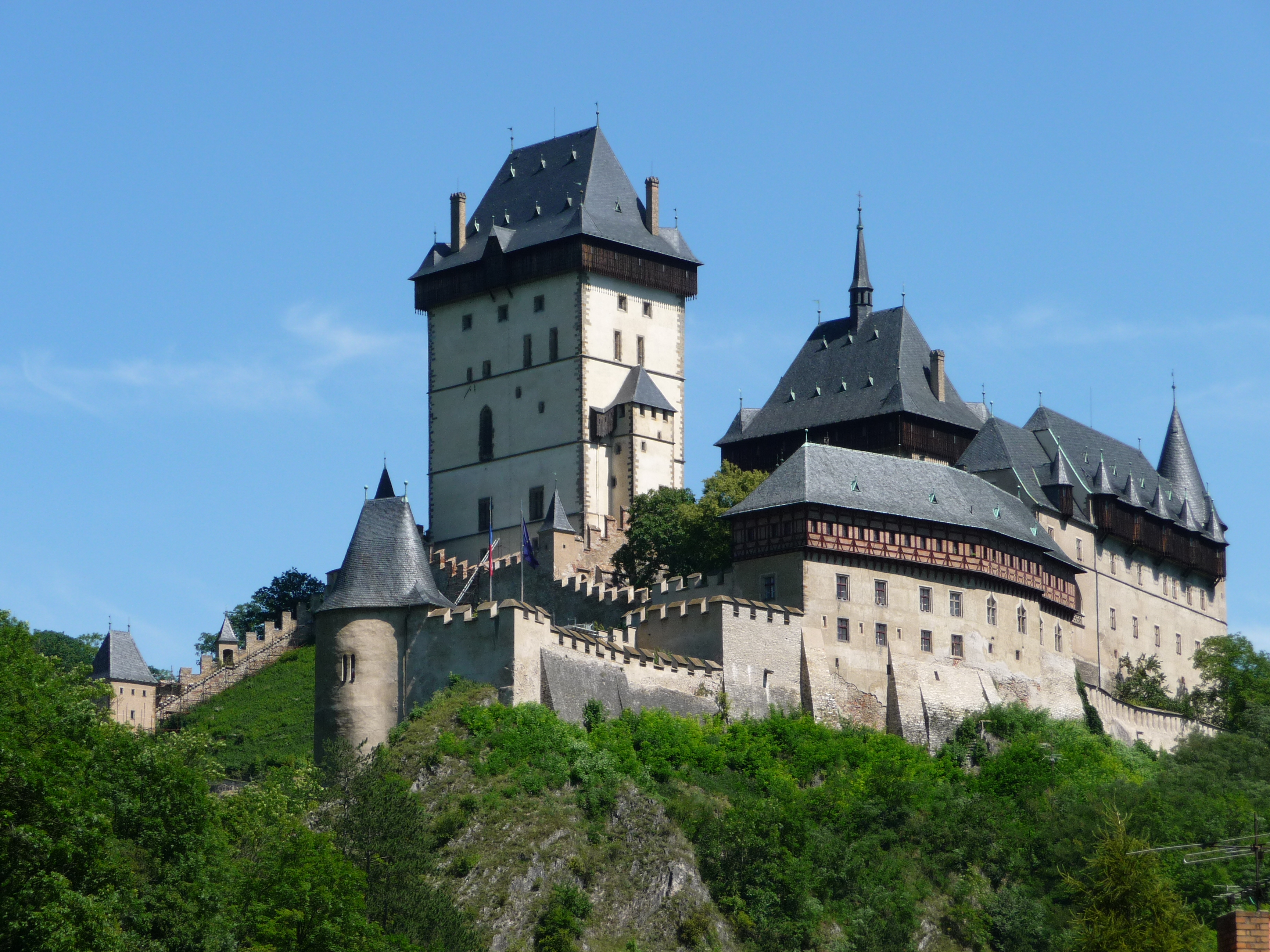
Kasteel Karlstein

Karel IV gaf ook de opdracht tot het bouwen van het kasteel Karlstein, 35 kilometer ten zuidwesten van Praag. Hier liet hij de keizerlijke kroonjuwelen, maar ook de Boheemse regalia huisvesten. Ook kregen de relikwieën van Karel een plek in het kasteel en het kasteel functioneerde dan ook als een beschermd keizerlijk heiligdom dat een sacrale-politieke intentie weerspiegelde.

## Huwelijken en kinderen
Karel IV huwde vier keer:
- Blanca van Valois (1316-1348), dochter van hertog Karel van Valois (getrouwd 1329)
  - Margaretha van Luxemburg (1335-1349), huwde in 1338 met koning Lodewijk I van Hongarije
  - Catharina van Bohemen (1342-1395), huwde in 1357 met aartshertog Rudolf IV van Oostenrijk
- Anna van de Palts (1329-1353), dochter van paltsgraaf Rudolf II van de Palts (getrouwd 1349)
  - Wenceslaus (1350-1351)
- Anna van Schweidnitz (1339-1362), dochter van hertog Hendrik II van Schweidnitz-Jauer (getrouwd 1353)
  - Elisabeth van Bohemen (1358-1373), huwde in 1366 met Albrecht III van Oostenrijk (1348-1395)
  - Wenceslaus, (1361-1419) Rooms-koning (1378-1400)
- Elisabeth van Pommeren (1348-1393), dochter van hertog Boguslaw V van Pommeren (getrouwd 1363)
  - Anna van Bohemen (1366-1394), huwde in 1382 met koning Richard II van Engeland (1367-1400)
  - Sigismund (1368-1437), Rooms-koning (1411-1437)
  - Jan (1370-1396), hertog van Görlitz
  - Karel (1372-1373)
  - Margaretha (1373-1410), huwde in 1381 met burggraaf Jan van Nürnberg (1369-1420)
  - Hendrik (1377–1378)

## Kwartierstaat (voorouders)
| Hendrik VI van Luxemburg (1252-1288) | Hendrik VI van Luxemburg (1252-1288) | Hendrik VI van Luxemburg (1252-1288) | Hendrik VI van Luxemburg (1252-1288) | Hendrik VI van Luxemburg (1252-1288) | Hendrik VI van Luxemburg (1252-1288) | Beatrix van Avesnes (ca. 1240-1321)  | Beatrix van Avesnes (ca. 1240-1321)  | Beatrix van Avesnes (ca. 1240-1321)  | Beatrix van Avesnes (ca. 1240-1321)  | Beatrix van Avesnes (ca. 1240-1321) | Beatrix van Avesnes (ca. 1240-1321) |                                 |                                 | Jan I van Brabant (1252-1294)   | Jan I van Brabant (1252-1294)   | Jan I van Brabant (1252-1294)      | Jan I van Brabant (1252-1294)      | Jan I van Brabant (1252-1294)      | Jan I van Brabant (1252-1294)      | Margaretha van Dampierre (ca. 1251-1285) | Margaretha van Dampierre (ca. 1251-1285) | Margaretha van Dampierre (ca. 1251-1285) | Margaretha van Dampierre (ca. 1251-1285) | Margaretha van Dampierre (ca. 1251-1285) | Margaretha van Dampierre (ca. 1251-1285) |  |  | Ottokar II van Bohemen (1232-1278)        | Ottokar II van Bohemen (1232-1278)        | Ottokar II van Bohemen (1232-1278)        | Ottokar II van Bohemen (1232-1278)        | Ottokar II van Bohemen (1232-1278)        | Ottokar II van Bohemen (1232-1278)        | Cunigonde van Slavonië (ca. 1245-1285) | Cunigonde van Slavonië (ca. 1245-1285) | Cunigonde van Slavonië (ca. 1245-1285) | Cunigonde van Slavonië (ca. 1245-1285) | Cunigonde van Slavonië (ca. 1245-1285) | Cunigonde van Slavonië (ca. 1245-1285) |                                       |                                       | Keizer Rudolf I (1218-1291)         | Keizer Rudolf I (1218-1291)         | Keizer Rudolf I (1218-1291)     | Keizer Rudolf I (1218-1291)     | Keizer Rudolf I (1218-1291)     | Keizer Rudolf I (1218-1291)     | Gertrude van Hohenberg (ca. 1225-1281) | Gertrude van Hohenberg (ca. 1225-1281) | Gertrude van Hohenberg (ca. 1225-1281) | Gertrude van Hohenberg (ca. 1225-1281) | Gertrude van Hohenberg (ca. 1225-1281) | Gertrude van Hohenberg (ca. 1225-1281) |  |  |  |  |  |  |  |  |  |  |  |  |  |  |  |  |  |  |  |  |  |  |  |  |  |  |  |  |  |  |  |  |  |  |  |  |  |  |  |  |  |  |  |  |  |  |  |  |
| Hendrik VI van Luxemburg (1252-1288) | Hendrik VI van Luxemburg (1252-1288) | Hendrik VI van Luxemburg (1252-1288) | Hendrik VI van Luxemburg (1252-1288) | Hendrik VI van Luxemburg (1252-1288) | Hendrik VI van Luxemburg (1252-1288) | Beatrix van Avesnes (ca. 1240-1321)  | Beatrix van Avesnes (ca. 1240-1321)  | Beatrix van Avesnes (ca. 1240-1321)  | Beatrix van Avesnes (ca. 1240-1321)  | Beatrix van Avesnes (ca. 1240-1321) | Beatrix van Avesnes (ca. 1240-1321) |                                 |                                 | Jan I van Brabant (1252-1294)   | Jan I van Brabant (1252-1294)   | Jan I van Brabant (1252-1294)      | Jan I van Brabant (1252-1294)      | Jan I van Brabant (1252-1294)      | Jan I van Brabant (1252-1294)      | Margaretha van Dampierre (ca. 1251-1285) | Margaretha van Dampierre (ca. 1251-1285) | Margaretha van Dampierre (ca. 1251-1285) | Margaretha van Dampierre (ca. 1251-1285) | Margaretha van Dampierre (ca. 1251-1285) | Margaretha van Dampierre (ca. 1251-1285) |  |  | Ottokar II van Bohemen (1232-1278)        | Ottokar II van Bohemen (1232-1278)        | Ottokar II van Bohemen (1232-1278)        | Ottokar II van Bohemen (1232-1278)        | Ottokar II van Bohemen (1232-1278)        | Ottokar II van Bohemen (1232-1278)        | Cunigonde van Slavonië (ca. 1245-1285) | Cunigonde van Slavonië (ca. 1245-1285) | Cunigonde van Slavonië (ca. 1245-1285) | Cunigonde van Slavonië (ca. 1245-1285) | Cunigonde van Slavonië (ca. 1245-1285) | Cunigonde van Slavonië (ca. 1245-1285) |                                       |                                       | Keizer Rudolf I (1218-1291)         | Keizer Rudolf I (1218-1291)         | Keizer Rudolf I (1218-1291)     | Keizer Rudolf I (1218-1291)     | Keizer Rudolf I (1218-1291)     | Keizer Rudolf I (1218-1291)     | Gertrude van Hohenberg (ca. 1225-1281) | Gertrude van Hohenberg (ca. 1225-1281) | Gertrude van Hohenberg (ca. 1225-1281) | Gertrude van Hohenberg (ca. 1225-1281) | Gertrude van Hohenberg (ca. 1225-1281) | Gertrude van Hohenberg (ca. 1225-1281) |  |  |  |  |  |  |  |  |  |  |  |  |  |  |  |  |  |  |  |  |  |  |  |  |  |  |  |  |  |  |  |  |  |  |  |  |  |  |  |  |  |  |  |  |  |  |  |  |
|                                      |                                      |                                      |                                      |                                      |                                      |                                      |                                      |                                      |                                      |                                     |                                     |                                 |                                 |                                 |                                 |                                    |                                    |                                    |                                    |                                          |                                          |                                          |                                          |                                          |                                          |  |  |                                           |                                           |                                           |                                           |                                           |                                           |                                        |                                        |                                        |                                        |                                        |                                        |                                       |                                       |                                     |                                     |                                 |                                 |                                 |                                 |                                        |                                        |                                        |                                        |                                        |                                        |  |  |  |  |  |  |  |  |  |  |  |  |  |  |  |  |  |  |  |  |  |  |  |  |  |  |  |  |  |  |  |  |  |  |  |  |  |  |  |  |  |  |  |  |  |  |  |  |
|                                      |                                      |                                      |                                      | Keizer Hendrik VII (1274-1313)       | Keizer Hendrik VII (1274-1313)       | Keizer Hendrik VII (1274-1313)       | Keizer Hendrik VII (1274-1313)       | Keizer Hendrik VII (1274-1313)       | Keizer Hendrik VII (1274-1313)       |                                     |                                     |                                 |                                 |                                 |                                 | Margaretha van Brabant (1276-1311) | Margaretha van Brabant (1276-1311) | Margaretha van Brabant (1276-1311) | Margaretha van Brabant (1276-1311) | Margaretha van Brabant (1276-1311)       | Margaretha van Brabant (1276-1311)       |                                          |                                          |                                          |                                          |  |  |                                           |                                           |                                           |                                           | Wenceslaus II van Bohemen (1271-1305)     | Wenceslaus II van Bohemen (1271-1305)     | Wenceslaus II van Bohemen (1271-1305)  | Wenceslaus II van Bohemen (1271-1305)  | Wenceslaus II van Bohemen (1271-1305)  | Wenceslaus II van Bohemen (1271-1305)  |                                        |                                        |                                       |                                       |                                     |                                     | Judith van Habsburg (1271-1297) | Judith van Habsburg (1271-1297) | Judith van Habsburg (1271-1297) | Judith van Habsburg (1271-1297) | Judith van Habsburg (1271-1297)        | Judith van Habsburg (1271-1297)        |                                        |                                        |                                        |                                        |  |  |  |  |  |  |  |  |  |  |  |  |  |  |  |  |  |  |  |  |  |  |  |  |  |  |  |  |  |  |  |  |  |  |  |  |  |  |  |  |  |  |  |  |  |  |  |  |
|                                      |                                      |                                      |                                      | Keizer Hendrik VII (1274-1313)       | Keizer Hendrik VII (1274-1313)       | Keizer Hendrik VII (1274-1313)       | Keizer Hendrik VII (1274-1313)       | Keizer Hendrik VII (1274-1313)       | Keizer Hendrik VII (1274-1313)       |                                     |                                     |                                 |                                 |                                 |                                 | Margaretha van Brabant (1276-1311) | Margaretha van Brabant (1276-1311) | Margaretha van Brabant (1276-1311) | Margaretha van Brabant (1276-1311) | Margaretha van Brabant (1276-1311)       | Margaretha van Brabant (1276-1311)       |                                          |                                          |                                          |                                          |  |  |                                           |                                           |                                           |                                           | Wenceslaus II van Bohemen (1271-1305)     | Wenceslaus II van Bohemen (1271-1305)     | Wenceslaus II van Bohemen (1271-1305)  | Wenceslaus II van Bohemen (1271-1305)  | Wenceslaus II van Bohemen (1271-1305)  | Wenceslaus II van Bohemen (1271-1305)  |                                        |                                        |                                       |                                       |                                     |                                     | Judith van Habsburg (1271-1297) | Judith van Habsburg (1271-1297) | Judith van Habsburg (1271-1297) | Judith van Habsburg (1271-1297) | Judith van Habsburg (1271-1297)        | Judith van Habsburg (1271-1297)        |                                        |                                        |                                        |                                        |  |  |  |  |  |  |  |  |  |  |  |  |  |  |  |  |  |  |  |  |  |  |  |  |  |  |  |  |  |  |  |  |  |  |  |  |  |  |  |  |  |  |  |  |  |  |  |  |
|                                      |                                      |                                      |                                      |                                      |                                      |                                      |                                      |                                      |                                      | Jan de Blinde (1296-1346)           | Jan de Blinde (1296-1346)           | Jan de Blinde (1296-1346)       | Jan de Blinde (1296-1346)       | Jan de Blinde (1296-1346)       | Jan de Blinde (1296-1346)       |                                    |                                    |                                    |                                    |                                          |                                          |                                          |                                          |                                          |                                          |  |  |                                           |                                           |                                           |                                           |                                           |                                           |                                        |                                        |                                        |                                        | Elisabeth I van Bohemen (1292-1330)    | Elisabeth I van Bohemen (1292-1330)    | Elisabeth I van Bohemen (1292-1330)   | Elisabeth I van Bohemen (1292-1330)   | Elisabeth I van Bohemen (1292-1330) | Elisabeth I van Bohemen (1292-1330) |                                 |                                 |                                 |                                 |                                        |                                        |                                        |                                        |                                        |                                        |  |  |  |  |  |  |  |  |  |  |  |  |  |  |  |  |  |  |  |  |  |  |  |  |  |  |  |  |  |  |  |  |  |  |  |  |  |  |  |  |  |  |  |  |  |  |  |  |
|                                      |                                      |                                      |                                      |                                      |                                      |                                      |                                      |                                      |                                      | Jan de Blinde (1296-1346)           | Jan de Blinde (1296-1346)           | Jan de Blinde (1296-1346)       | Jan de Blinde (1296-1346)       | Jan de Blinde (1296-1346)       | Jan de Blinde (1296-1346)       |                                    |                                    |                                    |                                    |                                          |                                          |                                          |                                          |                                          |                                          |  |  |                                           |                                           |                                           |                                           |                                           |                                           |                                        |                                        |                                        |                                        | Elisabeth I van Bohemen (1292-1330)    | Elisabeth I van Bohemen (1292-1330)    | Elisabeth I van Bohemen (1292-1330)   | Elisabeth I van Bohemen (1292-1330)   | Elisabeth I van Bohemen (1292-1330) | Elisabeth I van Bohemen (1292-1330) |                                 |                                 |                                 |                                 |                                        |                                        |                                        |                                        |                                        |                                        |  |  |  |  |  |  |  |  |  |  |  |  |  |  |  |  |  |  |  |  |  |  |  |  |  |  |  |  |  |  |  |  |  |  |  |  |  |  |  |  |  |  |  |  |  |  |  |  |
|                                      |                                      |                                      |                                      |                                      |                                      |                                      |                                      |                                      |                                      |                                     |                                     |                                 |                                 |                                 |                                 |                                    |                                    |                                    |                                    |                                          |                                          |                                          |                                          |                                          |                                          |  |  |                                           |                                           |                                           |                                           |                                           |                                           |                                        |                                        |                                        |                                        |                                        |                                        |                                       |                                       |                                     |                                     |                                 |                                 |                                 |                                 |                                        |                                        |                                        |                                        |                                        |                                        |  |  |  |  |  |  |  |  |  |  |  |  |  |  |  |  |  |  |  |  |  |  |  |  |  |  |  |  |  |  |  |  |  |  |  |  |  |  |  |  |  |  |  |  |  |  |  |  |
|                                      |                                      |                                      |                                      |                                      |                                      |                                      |                                      |                                      |                                      |                                     |                                     |                                 |                                 |                                 |                                 |                                    |                                    |                                    |                                    |                                          |                                          |                                          |                                          |                                          |                                          |  |  |                                           |                                           |                                           |                                           |                                           |                                           |                                        |                                        |                                        |                                        |                                        |                                        |                                       |                                       |                                     |                                     |                                 |                                 |                                 |                                 |                                        |                                        |                                        |                                        |                                        |                                        |  |  |  |  |  |  |  |  |  |  |  |  |  |  |  |  |  |  |  |  |  |  |  |  |  |  |  |  |  |  |  |  |  |  |  |  |  |  |  |  |  |  |  |  |  |  |  |  |
|                                      |                                      |                                      |                                      | Margaretha van Luxemburg (1313-1341) | Margaretha van Luxemburg (1313-1341) | Margaretha van Luxemburg (1313-1341) | Margaretha van Luxemburg (1313-1341) | Margaretha van Luxemburg (1313-1341) | Margaretha van Luxemburg (1313-1341) |                                     |                                     | Bonne van Luxemburg (1315-1349) | Bonne van Luxemburg (1315-1349) | Bonne van Luxemburg (1315-1349) | Bonne van Luxemburg (1315-1349) | Bonne van Luxemburg (1315-1349)    | Bonne van Luxemburg (1315-1349)    |                                    |                                    | Keizer Karel IV (1316-1378)              | Keizer Karel IV (1316-1378)              | Keizer Karel IV (1316-1378)              | Keizer Karel IV (1316-1378)              | Keizer Karel IV (1316-1378)              | Keizer Karel IV (1316-1378)              |  |  | Přemysl Ottokar van Luxemburg (1318-1320) | Přemysl Ottokar van Luxemburg (1318-1320) | Přemysl Ottokar van Luxemburg (1318-1320) | Přemysl Ottokar van Luxemburg (1318-1320) | Přemysl Ottokar van Luxemburg (1318-1320) | Přemysl Ottokar van Luxemburg (1318-1320) |                                        |                                        | Jan Hendrik van Luxemburg (1322-1375)  | Jan Hendrik van Luxemburg (1322-1375)  | Jan Hendrik van Luxemburg (1322-1375)  | Jan Hendrik van Luxemburg (1322-1375)  | Jan Hendrik van Luxemburg (1322-1375) | Jan Hendrik van Luxemburg (1322-1375) |                                     |                                     | Anna van Luxemburg (1323-1338)  | Anna van Luxemburg (1323-1338)  | Anna van Luxemburg (1323-1338)  | Anna van Luxemburg (1323-1338)  | Anna van Luxemburg (1323-1338)         | Anna van Luxemburg (1323-1338)         |                                        |                                        |                                        |                                        |  |  |  |  |  |  |  |  |  |  |  |  |  |  |  |  |  |  |  |  |  |  |  |  |  |  |  |  |  |  |  |  |  |  |  |  |  |  |  |  |  |  |  |  |  |  |  |  |